# Lilongwe
Lilongwe – stolica Malawi. Według spisu z 2018 roku liczy 989,3 tys. mieszkańców. 

## Geografia
Miasto leży na południowym zachodzie kraju, na zachód od rzeki Lilongwe, blisko granicy Malawi z Mozambikiem i Zambią. Miasto jest podzielone na dwa ośrodki: stare miasto, które funkcjonuje jako centrum usług i dystrybucji, oraz Capital Hill, oddalone o 5 km, w którym znajdują się budynki rządowe i ambasady.

### Klimat
Pora deszczowa przypada między październikiem a kwietniem.

## Historia
Osiedle istniało w 1902 jako boma. Wzięło nazwę od pobliskiej rzeki Lilongwe. W 1904 roku osada stała się siedzibą władz regionu. Na początku XX wieku wioskę zamieszkiwało około 130 osób. W 1930 roku w mieście powstała fabryka papierosów firmy Imperial Tobacco Company. Uczyniło to z Lilongwe ważny ośrodek przemysłu tytoniowego. 
W 1964 roku przywódca Malawi Hastings Kamuzu Banda ogłosił zamiar przesunięcia stolicy kraju z Zomby to Lilongwe. Powodem tej decyzji była lokalizacja miasta w centrum kraju, co umożliwiało łatwiejszy dostęp do niego mieszkańcom z różnych regionów. Istotną motywacją była również chęć przesunięcia stolicy z południa kraju, które w okresie rządów kolonialnych otrzymywało większą ilość inwestycji niż inne rejony. Wymagało to poważnych inwestycji w mieście, sfinansowano je dzięki pożyczkom z RPA. Miasto oficjalnie stało się stolicą kraju w 1975. Trzy lata później do miasta przeniosły się wszystkie ministerstwa i agencje rządowe. W krótkim okresie populacja miasta wzrosła z 19 tys. osób w 1966 do 102 tys. w 1976. W 1983 roku w mieście otwarto lotnisko (Kamuzu). W latach 70. zbudowano również linię kolejową z Salimy do Lilongwe i dalej do granicy z Zambią.

## Edukacja
W Lilongwe znajduje się uniwersytet (Lilongwe University of Agriculture and Natural Resources).

## Przemysł
W mieście rozwinął się przemysł odzieżowy, meblarski, spożywczy oraz materiałów budowlanych.

## Transport

### Port lotniczy
Miasto jest obsługiwane przez Port Lotniczy Kamuzu, położony 35 km na północ od miasta.

### Autobusy
Są tam regularne serwisy autobusowe od Lilongwe do Zomba, Kasungu i Mzuzu.